# 漢紀
漢紀（かんき）は、後漢の荀悦が著した前漢の編年史。全30巻。漢の高祖以下12世と、11帝および王莽の世に至る242年間の歴史を記している。

## 概要
班固の著した『漢書』があまりに膨大であり、通覧しがたいため、『春秋左氏伝』の体裁に則って、四分の一の規模までに簡便化したものである。
典籍を好んだ献帝の命により、建安3年（198年）に編纂が始まり、建安5年（200年）に完成した。
おおよそ漢書の紀、伝の部分を取り、表、志は省略している。そのため内容は漢書の域を出ず、史料的価値は比較的低いが、『漢書』に見えない記事や『漢書』と異なる文字がまれにあり、『漢書』の訂補という意味では役に立つ。なお、書中には荀悦自身の論評もあり、後漢末の政治、社会を反映したと思われる記述があって参考になる。

## 評価と影響
中国での歴史上の評価を見ていると、『後漢紀』を著した袁宏や近代人としては梁啓超が本書を絶賛しており、唐代の史論家劉知幾は本書と『漢書』を同等の価値があるとしている。司馬光は本書の簡素さを模倣して『資治通鑑』を著したと明言している。このように『漢紀』は中国の史学史上、編年体については無視できない影響をもたらした。

## 版本
先に挙げた袁宏『後漢紀』30巻と合わせて『両漢紀』として合刻されていて黄姫水刊本（四部叢刊影印本）や蒋国祥刊本（万有文庫本）が存在する。